# Родина, я вернусь!
«Ро́дина, я верну́сь!» (кирг. «Мекеним, мен кайрылып келем!») — повесть для детей и юношества Фёдора Самохина, изданная в 1975 году издательством «Кыргызстан». Эсена Осмонова и Миколу Данильченко вместе с другими детьми похищают нацисты и перевозят в Германию. С этого момента они становятся воспитанниками железнодорожного училища в Морицбурге, где царят жёсткие порядки. Истинная цель школы — это воспитать будущих агентов, преданных рейху и фюреру. Пытаясь вернутся обратно на родину, юноши сталкиваются с трудностями. Приближение советских войск к немецкой границе становится причиной передачи воспитанников англичанам. Когда Эсен получает надежду на спасение после встречи с представителями госбезопасности СССР, главного героя снова похищают и перевозят в Лондон. Теперь его главная задача — обойти агентов из «Интеллидженс сервис», и найти советское посольство, в чём ему помогают местные жители и советские агенты.

## Главные герои
- Эсен Осмонов — родился в 1930 году в посёлке Балык Улахольского района Кыргызстана, в семье командира-пограничника и школьной учительницы. Потеряв родителей, его, как и других детей берут в плен нацисты и перевозят в Германию. У него высокий лоб, выразительные глаза, густые и жёсткие волосы, «нечисто» говорит по-русски. Любит поэзию и иногда сочиняет стихи[2].
- Микола Данильченко — родился в 1929 году, родом из Киева с улицы Крещатик. «Плечистый мальчик» приехал на заставу к брату, старшему лейтенанту — впоследствии его с Эсеном нацисты везут на станцию. По характеру активный, помогает слабым, когда переживает, переходит на украинский язык[3].
- Ханс Кох — родился в Литве в семье честных и уважаемых тружеников. Ныне двадцатитрёхлетний «щеголеватый» унтер-офицер, выпускник Вильнюсского университета, в прошлом учитель немецкого языка в средней школе. У него худое, бледное лицо и грубые ладони, его внешность говорит о том, «что этот человек плохо питался, но много работал физически». Скромен, образован, много читает, «знался с хорошими людьми», курит и пользуется одеколоном. До войны резко высказывался насчёт власти нацистов в Германии. Когда в Литву пришла Советская власть, Ханс с друзьями решает уехать за границу. Из-за нехватки денег для этой затеи, они обворовывают ювелирный магазин. За это Ханс был осуждён на три года за, но вскоре освобождается из тюрьмы немецкими властями. В 1938 году родители Ханса, «не выдержав презрения» соседей и горожан, переезжают из Литвы в немецкий город Аугсбург. Есть сестра, проживающая в Каунасе. Сейчас Ханс командир роты Мюрицбургской железнодорожной школы и личный переводчик Отто фон Крюгера[4].
- Рутт Лемке — давняя приятельница Ханса Коха. Немка, говорит по-русски почти без акцента. У неё высокий рост, светлые завитые волосы, серые глаза и тёмные брови. Работает на советскую разведку[5].
- Отто фон Крюгер — майор, представительный и элегантный, носит аккуратно подстриженные светлые усики. В молодости первым вступает в «строительную учебную роту», где получает звание обер-лейтенанта и начинает командовать абвергруппой. Бывшая «учебная рота» разрастается до дивизии «Бранденбург-800» и становится личным войском Канариса. Дальше по карьерной лестнице ему помешает потеря руки из-за гангрены, и он становится комендантом железнодорожного училища. Морфинист[6].
- Рейнер Мерц — политический комиссар железнодорожного училища. У него продолговатое лицо, орлиный нос и большие навыкате бесцветные глаза, «одет с иголочки». Всегда ходит с бомбоньеркой с леденцами[7].
- Иван пан Чёрный — родился в Орле, выпускник пединститута. В тридцатом году его отца обвинили во вредительстве, и всю семью выслали в Сибирь. В сороковом выгнали из школы за домогательства над ученицами. В чине лейтенанта ушёл на фронт, но из-за страха смерти сдался нацистским оккупантам. Вылавливал в лесах и полях советских солдат. Сейчас является взводным железнодорожного училища[8].

## Сюжет

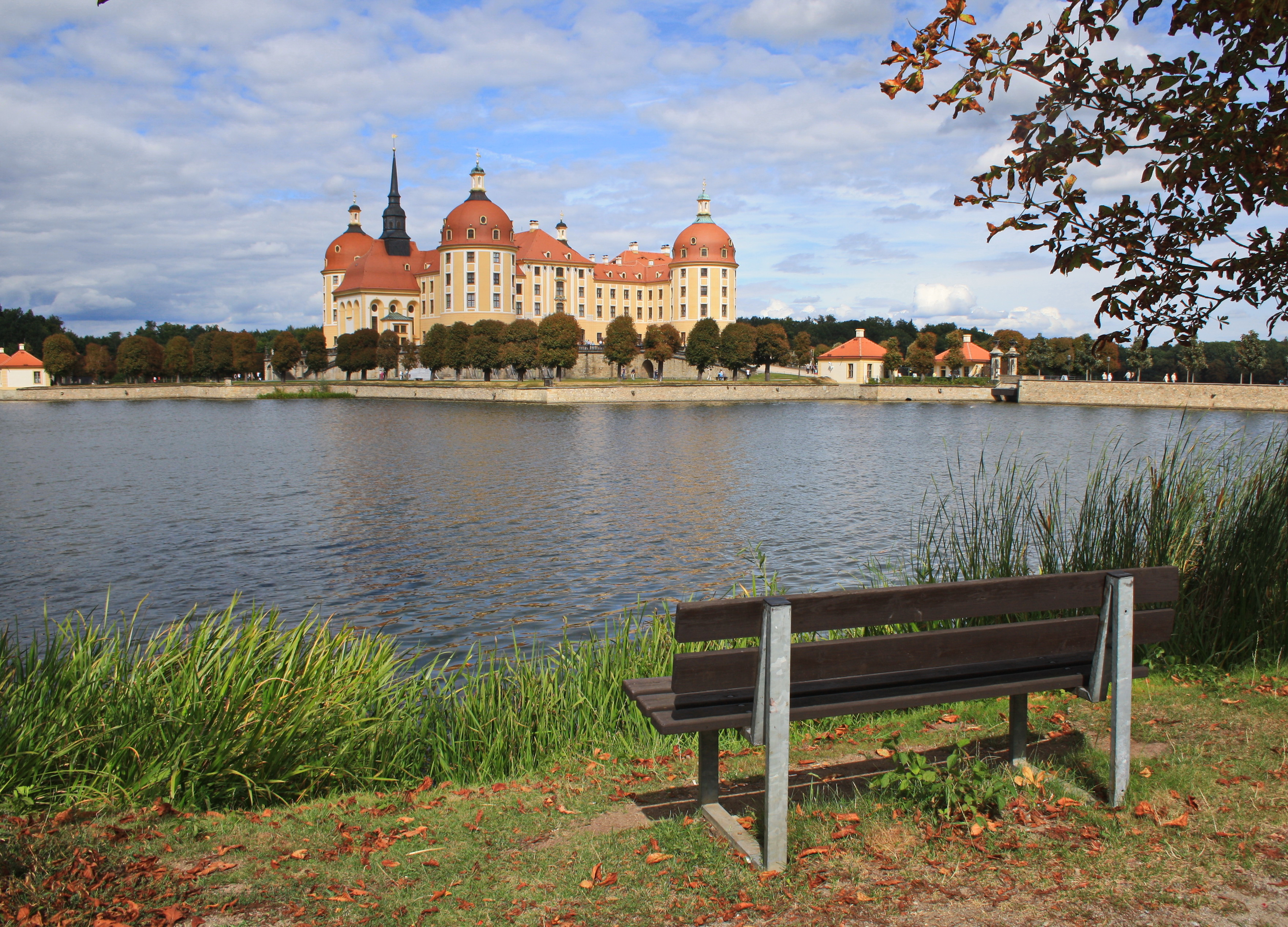
Вид на Морицбург, где располагается железнодорожное училище

Действия повести происходят в 1940-е годы. К ночи на станции Гродно Эсена и других детей садят по вагонам и отправляют в железнодорожную школу Морицбурга через Польшу, где их планируют сделать «преданными великому рейху и фюреру» и агентами. В пути он подружится с Миколой Данильченко: «На душе стало легче: рядом свой человек», «Эсен чувствовал — теперь будут друзьями». Спустя неделю дети оказываются у железнодорожной школы, где их встречают политический комиссар железнодорожного училища Рейнер Мерц, врач школы Вайль и Ханс Кох. Врач начинает осмотр мальчиков, после которого их распределяют по группам. Мальчиков стригут, моют, переодевают, кормят, приводят на вечернюю церковную службу, и на следующее утро начинаются их первые занятия. Во время дежурства, Эсен и Микола находят портрет Гитлера и разрисовывают его. Кох сажает их в карцер, тем самым спасая их от мести пана Чёрного. Через неделю Ханс отправляет знакомой девушке Рутт Лемке книгу «Народ без пространства» (нем. Volk ohne Raum) Гримма с запиской, где написана краткая биография Эсена и Миколы.
Рождественские праздники. Концерт, где первым номером пан Чёрный возвещает бокс, а затем исполнение гопака Миколой, прерывается Ваней Егоровым. Он зачитывает детям послание, где их призывают не терять бдительности, остерегаться всех сотрудников школы. После молчания дети запевают песню «Орлёнок», вспоминают пионерские лагеря. Сбежавший с праздника Петрусь Лешкович доносит на них, что они читают листовки и поют советские песни. Пан Чёрный поднимает тревогу, детям утраивают порку и таскают в карцеры.
1944 год. Бои приближаются к границам Германии. Воспитанникам школы теперь можно выходить в город и разговаривать с горожанами. На занятиях у физиономиста Кокорина их продолжают учить распознавать внешность, возраст, характер, место речи по голосу. Отличившиеся в этом деле, Эсен и Микола получают задание отправится в город под присмотром Петруся. Ханс Кох отговаривает одевшихся в форму гитлерюгенда Эсена и Миколу от выполнения задания, напомнив, что они были пионерами: «Быстро же вы всё забыли. А наверное, повторяли, что галстук ваш — это частичка знамени». После покушения на Гитлера в «Волчьем логове» в июле 1944 года, школа перешла в ведение гестапо — коменданта Отто фон Крюгера требует развернуть разведывательную работу, в том числе и внутри Германии.
Отто фон Крюгер просит белоэмигрантов взять на попечение одного из воспитанников школы для «приобщения к европейской культуре». Каждому воспитаннику была поставлена задача запомнить каждую деталь в доме, охарактеризовать хозяйку и членов её семьи. Утром воскресенья при заправке кровати Эсен обнаруживает записку, где предупреждают, что за ним будет слежка. Через час Эсен идёт встречать главу семейства Михаила Алексеевича Орлова на пристань. В сторону Эсена он бросает расистское высказывание, и критикует школу Отто фон Крюгера. На отчётном уроке Эсен не рассказывает про слова Михаила Алексеевича и наказывается за «укрывательство государственного преступника». От дальнейшей расправы его спасает Ханс Кох.
В школе происходит бунт, Петрусь Лешкович и пан Чёрный навсегда покидают школу, и затем происходит эвакуация из-за приближения Советской Армии. Отто фон Крюгер и Ханс Кох наталкиваются на солдат из «Интеллидженс сервис» (англ. Secret Intelligence Service) — главного штаба войска Великобритании. В разговоре с начальником английской разведки Броутоном на окраине города Кёльна комендант школы передаёт англичанам воспитанников и их документы. Тем временем Рутт Лемке отправляется в советскую комендатуру в Мюрицбурге, оттуда вместе с майором Петровым отправляются в Бебельсберг. Рутт отдаёт полковнику Мелентьеву книгу, которую раннее передал ей Кох, после чего начинаются поиски воспитанников и Ханса.
Английский капитан Абзуг передаёт Хансу письмо от Рутт. Из него он узнаёт, что сейчас она временно находится в деревне Хорст (Нидерланды). В то же всё это время Рутт разыскивает воспитанников школы, входит в доверие английского капитана. Ханс даёт взятку Абзугу, и тот делает ему документы английского офицера и выкрасть Крюгера из под крыла разведки. На следующий день Кох встречает Рутт, и девушка передаёт ему предложение Мелентьева организовать заявление детей в адрес советского командования с просьбой о возвращении обратно в СССР. На другой день после встречи с Рутт Ханс Кох разыскивает парней и просит Эсена Осмонова, Миколу Данильченко и Витька Бровкина создать молодёжный комитет по возвращению в Советскую Россию. В это же время Рутт и Ханс приезжают в бар «Чёрный ворон», где берут в плен Крюгера и отвозят его в советский разведотдел в Бебельсберге.
Спустя время по поводу заявления бывших воспитанников школы приезжают советские представители, в числе которых майор госбезопасности Советского Союза Дубов. Броутон собрал список тех, кто действительно хочет вернуться обратно. Часть из них из-за нацистской пропаганды опасаются, что их отвезут в Сибирь, другая хочет уехать в Англию. В тот день решают сначала забрать только Эсена и Миколу. После спора с представителями Национального комитета борьбы за свободную Европу, Микола исчезает. Когда Эсен выходит из комендатуры, его похищают.
С Кёльна Эсена перевозят в Лондон, и парень просыпается в госпитале. В палате он знакомится с английским бывшим лётчиком. В конце беседы он говорит Эсену во что бы то ни стало найти советское посольство и быть осторожным. Главный врач госпиталя даёт ему деньги и одежду, возвращает документы. Выйдя на улицу, Эсен наталкивается на пожилого человека, представившийся Энди Смайлом. Смайл предлагает ночлег и работу, однако потом вместе с напарником они требуют отработать деньги и угрожают расправой — прогуляться до Тауэрского моста и скинуть Эсена в Темзу. Однако, когда агенты Броутона замешкались, и Эсен, найдя такси, уезжает до автовокзала. Добравшись до Дагенхема, Эсен наталкивается на местного жителя, и просит англичанина написать письмо в Советское посольство.

## Связи с другими произведениями
В повести есть отсылка на произведение Чингиза Айтматова «Белый пароход». Когда главного героя Эсена спрашивают, что он помнит о Кыргызстане, он вспоминает озеро, по которому плавают пароходы: «Наверное, по нему плавают пароходы, он, кажется, видел белый пароход, а может это только его воображение». В повести также есть отсылка на трагедию «Фауст» Гёте. После того, как Ханса Коха спрашивают почему в Англии, которая являлась тогда союзником большевистской России, пугают детей большевиками, он отвечает: «Крюгер тоже не мифический фауст, а вот продал и свою душу и наши дурьи головы».

## История публикации и значение
Повесть была издана в 1975 году издательством «Кыргызстан», спустя три года вошла в однотомник произведений писателя «Избранное». В 1976 году литературовед Тендик Аскаров отнёс повесть к «определённо успешным» произведениям, внёсшим вклад в разработку фронтовой тематики в киргизской литературе. В 1981 в журнале «Литературный Киргизстан» повесть выделили из числа произведений написанных для детей и юношества, описывающих «полной драматизма» борьбу Советского Союза за возвращение детей, оставшихся на оккупированных нацистами территориях. В настоящее время на повесть нет ни критических статей ни исследований.

## Издания
Отдельные издания
- Самохин Ф. Родина, я вернусь! : Повесть / Под ред. Бахарёвой Е. В. — Фрунзе: Изд-во «Кыргызстан», 1975. — 166 с. — 15 000 экз.

Публикации в составе сборников
- Самохин Ф. Избранное / Под ред. [и с предисл.] А. И. Иванова. — Фрунзе: Изд-во «Кыргызстан», 1978. — 252 с. — 15 000 экз.